# Strzelec Łuck
Strzelec Łuck (pełna nazwa: Łucki Klub Sportowy "Strzelec" Łuck) – polski klub piłkarski z siedzibą w Łucku. Klub rozegrał jeden sezon na drugim poziomie ligowym - w 1937 występował w Klasie A Wołyńskiego OZPN.

## Sukcesy
- 8. miejsce w Klasie A Wołyńskiego OZPN: 1937[1]